# Samuel Spencer (Politiker)
Samuel Spencer (* 8. Dezember 1910 in Washington, D.C.; † 23. März 1997) war ein US-amerikanischer Politiker. Zwischen 1953 und 1956 war er als Präsident des Board of Commissioners Bürgermeister der Bundeshauptstadt Washington.

## Werdegang
Nach einem Jurastudium und seiner Zulassung als Rechtsanwalt begann Samuel Spencer in diesem Beruf zu arbeiten. Während des Zweiten Weltkrieges diente er in der United States Navy. Politisch schloss er sich der Republikanischen Partei an. Im August 1956 nahm er als Delegierter an der Republican National Convention in San Francisco teil, auf der US-Präsident Dwight D. Eisenhower zur Wiederwahl nominiert wurde.
1953 wurde Spencer Mitglied des aus drei Personen bestehenden Gremiums Board of Commissioners, das die Stadt Washington regierte. Innerhalb dieser Gruppe wurde er zum Vorsitzenden bestimmt. In dieser Eigenschaft übte er faktisch das Amt des Bürgermeisters aus, auch wenn dieser Titel zwischen 1871 und 1975 offiziell nicht benutzt wurde. Diesen Posten bekleidete er zwischen 1953 und 1956. Spencer war auch Präsident und Vorstandsvorsitzender der Tennessee Railroad Co., Direktor bei der Riggs National Bank und Direktor einiger Krankenhäuser. Er leitete auch das Washington Hospital und war Mitglied mehrerer Organisationen und Vereinigungen. Dazu zählte auch die American Bar Association.